# Лемковская кухня

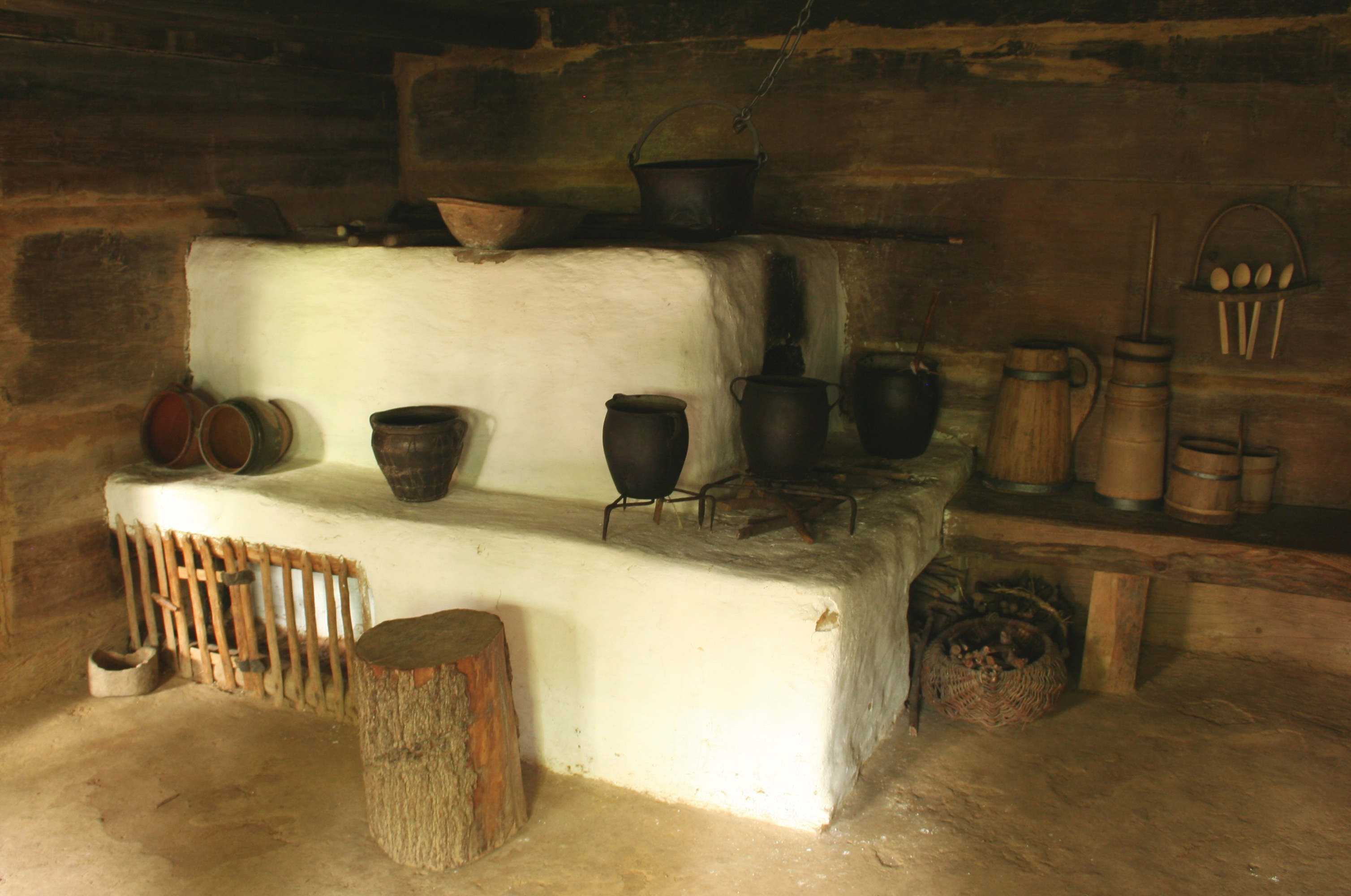
Лемковская печь

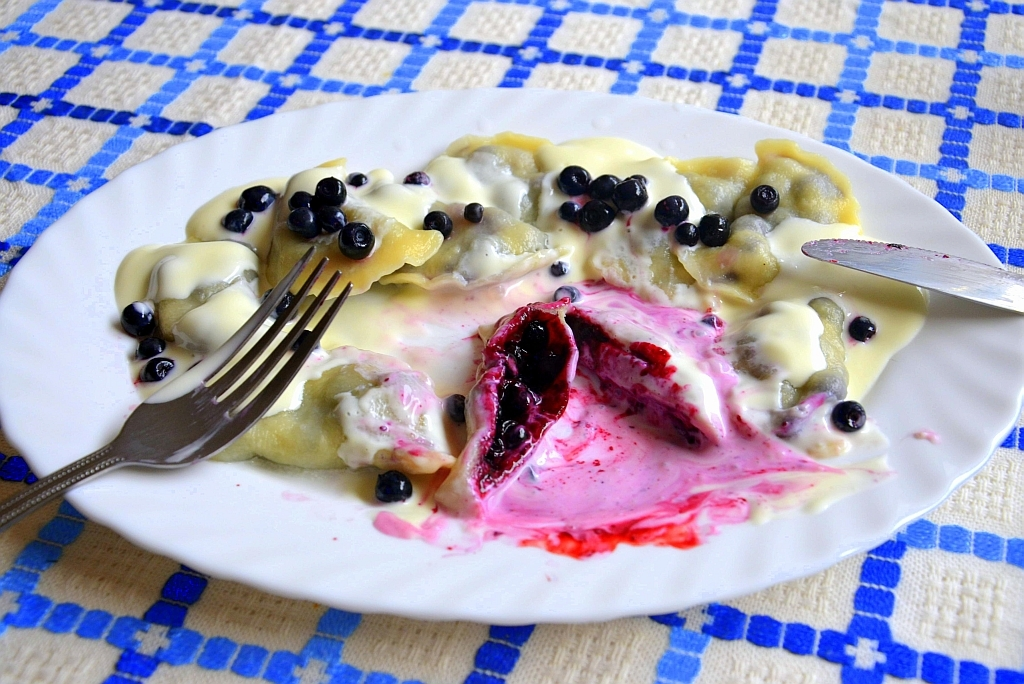
Пироги (вареники) с черникой

Лемковская кухня — совокупность блюд, национальных рецептов и традиций, связанных с приготовлением и приёмом пищи у лемков. Несмотря на свою самобытность, кухня лемков имеет много общего с едой украинцев разных этнографических районов.
Традиционно лемковская еда была очень скромной, преимущественно состояла из растительных продуктов, мучных изделий, картофеля, капусты, фасоли, разных каш и круп.

## История
Как отмечали исследователи, кухня лемков в XIX — начале XX века во-первых, базировалась в основном на растительных продуктах, во-вторых, в ней чётко проявлялась социальная дифференциация.
Ели четыре раза в день:
- на завтрак ели преимущественно хлеб, молоко, масло, творог, брынзу, картофель, клецки;
- на обед подавали разные супы, изделия из муки, картофель, капусту;
- к вечеру разные молочные каши, сыр, масло;
- ужин был легким, чаще всего картофель с простоквашей.

Наиболее употребляемыми блюдами лемков были каши, готовили их из разных растительных продуктов: муки (мастило), пшена (просяная каша), ячменя (панцаки), кукурузы (замішка).
Очень популярны были блюда из теста. Особенно распространены были галушки с творогом, брынзой, с маслом, салом (шкварками). Пироги (вареники) делали только в праздничные дни. Наполняли их творогом, капустой, повидлом, сливами, грушами. Картофель на Лемковщине был ежедневным блюдом. Его употребляли как отварным, так и печёным, с капустой, молоком, сушёными фруктами. Из сырого тертого картофеля с добавлением муки пекли бандурянки на свежих капустных или кленовых листьях в печи, где пекли хлеб.
Из супов самым главным блюдом в зимний период и время поста была киселица. Готовили её из овсяной муки, воды и хлебного кваса. Подобной ей была капуста, которую лемки потребляли в большом количестве. Хранили капусту в 100-300-литровых бочках. Каждая семья заготавливала на зиму по несколько бочек капусты.
Мясо лемки потребляли только на праздник и при торжественных случаях — почти всегда варёное с хлебом.
К основным пищевым продуктам лемков принадлежало коровье и овечье молоко и молочные продукты: масло, творог, брынза, сметана (верхнина). Из яиц чаще всего делали яичницу (яшницу): яйца с мукой взбивали в молоке и жарили на сливочном или растительном масле. На Пасху из яиц, сладкого молока или сметаны, соли и сахара делали творожник.
Жажду утоляли водой (Лемковщина богата минеральными водами), реже — простоквашей (кисляком).